# Phostria palliventralis
Phostria palliventralis là một loài bướm đêm trong họ Crambidae.